# Zaffé
Zaffé  ist ein Ort und ein Arrondissement im Departement Collines im westafrikanischen Staat Benin. Es ist eine Verwaltungseinheit, die der Gerichtsbarkeit der Kommune Glazoué untersteht.

## Demografie und Verwaltung
Gemäß der Volkszählung 2013 des beninischen Statistikamtes INSAE hatte das Arrondissement 13.053 Einwohner, davon waren 6252 männlich und 6801 weiblich.
Von den 68 Dörfern und Quartieren der Kommune Glazoué entfallen sieben auf Zaffé :
1. Adourékoman
2. Egbessi
3. Kabolé
4. Kpakpazounmè
5. Madengbé
6. Okéo
7. Zaffé-Centre